# Іве Єролимов
Іве Єролимов (сербохорв. Ive Jerolimov, нар. 30 березня 1958, Преко) — югославський футболіст, що грав на позиції захисника.
Виступав, зокрема, за клуби «Рієка» та «Хайдук» (Спліт), а також національну збірну Югославії.

## Клубна кар'єра
Вихованець команди «Нехай» з міста Сень. У дорослому футболі дебютував 1978 року виступами за команду «Рієка», в якій провів чотири сезони, взявши участь у 106 матчах чемпіонату. Більшість часу, проведеного у складі «Рієки», був основним гравцем захисту команди і 1979 року виграв з командою Кубок Югославії, обігравши у фіналі столичний «Партизан» (2:1, 0:0).
Своєю грою за цю команду привернув увагу представників тренерського штабу клубу «Хайдук» (Спліт), до складу якого приєднався 1982 року. Відіграв за сплітську команду наступні п'ять сезонів своєї ігрової кар'єри і в 1984 і 1987 роках знову вигравав Кубок Югославії, обігравши у фіналі «Црвену Звезду» (2:1 і 0:0) та «Рієку» (1:1, пен. 9:8) відповідно. Всього провів за клуб 102 матчі в усіх офіційний турнірах і забив 21 гол.
Завершив ігрову кар'єру у команді бельгійській «Серкль» (Брюгге), за яку виступав протягом 1987—1989 років, провівши 29 ігор в усіх турнірах, забивши 6 голів.

## Виступи за збірну
27 вересня 1980 року дебютував в офіційних ігр у складі національної збірної Югославії у відбірковому матчі до чемпіонату світу 1982 року проти Данії (2:1). Надалі захисник зіграв ще в 3 матчах відбіркового турніру і потрапив в заявку збірної для участі в фінальній частині чемпіонату світу 1982 року в Іспанії, але там на поле не виходив.
Останній матч за збірну провів 17 листопада 1982 року в відбірковому матчі до чемпіонату Європи 1984 року зі збірною Болгарії (1:0). Загалом протягом кар'єри у національній команді, яка тривала 3 роки, провів у її формі 6 матчів.

## Статистика

### Клубна
| Клуб            | Сезон     | Чемпіонат  | Чемпіонат | Чемпіонат | Кубок           | Кубок           | Кубок ліги | Кубок ліги | Міжнародні | Міжнародні | Всього | Всього |
| Клуб            | Сезон     | Дивізіон   | Ігор      | Голів     | Ігор            | Голів           | Ігор       | Голів      | Ігор       | Голів      | Ігор   | Голів  |
| Югославія       | Югославія | Чемпіонат  | Чемпіонат | Чемпіонат | Кубок Югославії | Кубок Югославії | Інше       | Інше       | Єврокубки  | Єврокубки  | Всього | Всього |
| --------------- | --------- | ---------- | --------- | --------- | --------------- | --------------- | ---------- | ---------- | ---------- | ---------- | ------ | ------ |
| Рієка           | 1978-79   | Перша ліга | 19        | 2         | 3               | 0               | –          | –          | 2          | 0          | 34     | 2      |
| Рієка           | 1979-80   | Перша ліга | 24        | 1         | 0               | 0               | –          | –          | 2          | 0          | 26     | 1      |
| Рієка           | 1980-81   | Перша ліга | 32        | 2         | 1               | 0               | –          | –          | -          | -          | 33     | 2      |
| Рієка           | 1981-82   | Перша ліга | 31        | 2         | 1               | 0               | –          | –          | -          | -          | 32     | 2      |
| Хайдук (Спліт)  | 1982-83   | Перша ліга | 16        | 4         | 2               | 2               | –          | –          | 4          | 3          | 22     | 10     |
| Хайдук (Спліт)  | 1983-84   | Перша ліга | 19        | 4         | 4               | 2               | –          | –          | 5          | 0          | 25     | 6      |
| Хайдук (Спліт)  | 1984-85   | Перша ліга | 1         | 0         | 0               | 0               | –          | –          | 0          | 0          | 1      | 0      |
| Хайдук (Спліт)  | 1985-86   | Перша ліга | 15        | 1         | 1               | 0               | –          | –          | 7          | 0          | 23     | 1      |
| Хайдук (Спліт)  | 1986-87   | Перша ліга | 18        | 3         | 3               | 0               | –          | –          | 5          | 2          | 26     | 5      |
| Бельгія         | Бельгія   | Чемпіонат  | Чемпіонат | Чемпіонат | Кубок Бельгії   | Кубок Бельгії   | Інше       | Інше       | Єврокубки  | Єврокубки  | Всього | Всього |
| Серкль (Брюгге) | 1987-88   | Дивізіон 1 | 14        | 4         | 2               | 1               | –          | –          | –          | –          | 16     | 5      |
| Серкль (Брюгге) | 1988-89   | Дивізіон 1 | 13        | 2         | 1               | 0               | –          | –          | -          | -          | 14     | 1      |
| Загалом         | Загалом   | Загалом    | 202       | 25        | 18              | 5               | 0          | 0          | 25         | 5          | 245    | 35     |

### Збірна
| Югославія | Югославія | Югославія |
| Рік       | Ігор      | Голів     |
| --------- | --------- | --------- |
| 1980      | 2         | 0         |
| 1981      | 3         | 0         |
| 1982      | 1         | 0         |
| Всього    | 6         | 0         |

## Досягнення
- Володар Кубка Югославії: 1979[en], 1984[en], 1987[en]